# NGC 1540A
NGC 1540A је спирална галаксија у сазвежђу Еридан која се налази на NGC листи објеката дубоког неба.
Деклинација објекта је - 28° 28' 46" а ректасцензија 4h 15m 10,2s. Привидна величина (магнитуда) објекта NGC 1540 износи 13,7 а фотографска магнитуда 14,5. NGC 1540A је још познат и под ознакама ESO 420-14A, PGC 14733.